# 21. avgust
21. avgust je 233. dan leta (234. v prestopnih letih) v gregorijanskem koledarju. Ostaja še 132 dni.

## Dogodki
- 1609 – Galileo Galilei v Benetkah predstavi svoj daljnogled
- 1847 – odprta zdraviliška dvorana v Rogaški Slatini
- 1897 – Ronald Ross odkrije komarja, ki prenaša malarijo
- 1911 – iz muzeja Louvre ukradena slika Mona Lisa
- 1939 – prekinejo se francosko-britansko-sovjetska pogajanja v Moskvi
- 1944:
  - ustanovljeni Varnostni svet, Generalna skupščina, mednarodno sodišče in stalni sekretariati OZN
  - začetek anglo-ameriško-sovjetske konference v Dumbarton Oaksu
- 1946 – v Ljubljani se prične sojenje Leonu Rupniku, Erwinu Rösenerju, Gregoriju Rožmanu, Mihi Kreku, Milku Vizjaku in Lovru Hacinu v tako imenovanem Rupnikovem procesu
- 1959 – Havaji postanejo zvezna država ZDA
- 1960 – po devetih letih iz zapora izpuščen Jomo Kenyatta
- 1968 – po reformah Aleksandra Dubčka čete Varšavskega pakta vdrejo na Češkoslovaško in zadušijo Praško pomlad
- 1972 – Alpe prvič preleti balon na topli zrak
- 1991:
  - demonstranti v Moskvi se spopadejo s specialnimi enotami, iz hišnega pripora se vrne Mihail Gorbačov, kar pomeni konec neuspešnega poskusa državnega prevrata
  - Latvija razglasi neodvisnost
  - Hrvaška uvede popolno blokado vojašnic JLA
- 1993 – mirovne sile OZN vstopijo v muslimanski del Mostarja
- 2000 – Martin Strel preplava 2.900 km Donave
- 2013 – v kemičnem napadu v predmestju Damaska umre več sto ljudi

## Rojstva
- 1165 – Filip II., francoski kralj († 1223)
- 1567 – Sveti Frančišek Saleški, italijanski katoliški teolog in cerkveni učitelj († 1622)
- 1660 – Hubert Gautier, francoski inženir, znanstvenik († 1737)
- 1665 – Giacomo Filippo Maraldi, francosko-italijanski astronom, matematik († 1729)
- 1754 – William Murdoch, škotski inženir, izumitelj († 1839)
- 1765 – Viljem IV., britanski kralj († 1837)
- 1780 – Jernej Kopitar, slovenski jezikoslovec († 1844)
- 1798 – Jules Michelet, francoski zgodovinar († 1874)
- 1826 – Karl Gegenbaur, nemški anatom († 1903)
- 1858 – Rudolf Habsburški, prestolonaslednik Avstro-Ogrske († 1889)
- 1904 – Count Basie, ameriški jazzovski pianist († 1984)
- 1906 – Friz Freleng, ameriški animator († 1995)
- 1909 – Nikolaj Nikolajevič Bogoljubov, ruski fizik, matematik († 1992)
- 1912 – Natalija Mihajlovna Dudinskaja, ruska balerina († 2003)
- 1917 – Janez Vipotnik, slovenski politik, novinar in pisatelj († 1998)
- 1928 – Mário Coelho Pinto de Andrade, angolski pesnik, politik († 1990)
- 1936 – Wilt Chamberlain, ameriški košarkar († 1999)
- 1938 – Kenny Rogers, ameriški pevec countryja
- 1958 – Alan Geder, slovenski častnik
- 1969 – Mario Galunič, slovenski TV voditelj in urednik
- 1973 – Sergey Brin, rusko-ameriški poslovnež
- 1975 – Alicia Witt, ameriška filmska in televizijska igralka
- 1986 – Usain Bolt, jamajški atlet
- 1989 – Judd Trump, angleški igralec snookerja

## Smrti
- 1131 – Balduin II., jeruzalemski kralj (* 1060)
- 1148 – Vilijem II. Neverški, grof Neversa, križar prve križarske vojne (* 1083)
- 1157 – Alfonz VII., kastiljski kralj (* 1105)
- 1190 – Godfrej VIII., vojvoda Spodnje Lorene, mejni grof Brabanta (* 1142)
- 1245 – Aleksander iz Halesa, angleški teolog in filozof (* 1185)
- 1271 – Alfonz Poitierški, grof Poitiersa, grof Toulouseja, križar (* 1220)
- 1723 – Dimitrij Cantemir, moldavski državnik in pisec (* 1673)
- 1838 – Adelbert von Chamisso, francosko-nemški pisatelj (* 1781)
- 1927 – William Burnside, angleški matematik (* 1852)
- 1940 –
  - Ernest Lawrence Thayer, ameriški pisatelj, pesnik (* 1863)
  - Lev Trocki, ruski revolucionar (* 1879)
- 1943 – Henrik Pontoppidan, danski pisatelj (* 1857)
- 1947 – Ettore Arco Isidoro Bugatti, italijanski izdelovalec avtomobilov (* 1881)
- 1951 – Constant Lambert, angleški skladatelj, dirigent (* 1905)
- 1958 – Stevan Hristić, srbski skladatelj, dirigent (* 1885)
- 1964 – Palmiro Togliatti, italijanski komunist (* 1893)
- 1978 – Charles Ormond Eames mlajši, ameriški oblikovalec, arhitekt (* 1907)
- 1982 – Sobuza II., svazijski kralj (* 1899)
- 1983 – Benigno Aquino mlajši - Ninoy, filipinski politik (* 1932)
- 1995 – Subrahmanyan Chandrasekhar, ameriško-indijski fizik, astrofizik, matematik, nobelovec 1983 (* 1910)
- 2021 – Jože Bohorč, slovenski harmonikar in skladatelj (* 1954)